# Мадждалани, Нассим
Нассим Мадждалани (фр. Nassim Majdalani; 1912, Бейрут, Османская империя — 1991) — ливанский государственный деятель, заместитель премьер-министра Ливана (1960—1961, 1964—1965 и 1969).

## Биография
Изучал право в Лионском университете. В 1937 году начал работать адвокатом в Бейруте, был членом правления банка "N.Majdalani" S.A.L.
В 1957, 1960, 1964 и 1968-х годах избирался депутатом Национального собрания Ливана.
- 1960—1961 и 1964—1965 годы — заместитель премьер-министра и министр юстиции,
- январь - апрель 1969 года — заместитель премьер-министра и министр экономики,
- 1969—1970 годы — министр иностранных дел Ливана.